# Francesca Mele
Francesca Mele (* 1964 in Novoli bei Lecce, Apulien) ist eine italienische Künstlerin, die sich neben grafischen Arbeiten vor allem der Malerei widmet. Sie verarbeitet in ihren in vorzugsweise in klassisch-altmeisterlicher Technik gehaltenen Bildern Motive der Malerei von der Renaissance bis hin zur klassischen Moderne und gelangt so zu einem ganz eigenständigen Stil zwischen surreal-symbolistischen und metaphysischen Werken.

## Leben
Francesca Mele wurde 1964 in Novoli bei Lecce in Apulien/Italien geboren. Sie besuchte das Liceo Artistico (Staatliches Kunstgymnasium) in Lecce, wo sie 1983 das Diplom erwarb. Sie spezialisierte sich in der Folge auf Buchillustration und Werbegrafik. Sie hat ihr Atelier in Novoli, wo sie mehr als 1000 Gemälde geschaffen hat. Sie hat bisher mehr als 130 (Einzel- und Gruppen-)Ausstellungen in Italien und im Ausland: Atlanta, New York, Miami, Paris, Puy-l’Évêque, Brüssel, Avignon, Rheine, Valona, Potsdam, Münster. 2003 wurde ihr die 'Medaille d’Honneur des Musée de la Grande Loge de France' verliehen – eine von mehreren Auszeichnungen. Eine besondere Anerkennung erfuhr ihre Arbeit bei einem Zusammentreffen mit Papst Franziskus am 9. November 2019, bei dem der Papst ein Gemälde der Künstlerin als Geschenk entgegennahm.

## Werk
Die ersten Arbeiten von Francesca Mele waren Auftragsarbeiten im Bereich der Buchillustration. Sie arbeitete seit 1986 für mehrere italienische Verlage, für die sie Covergestaltung und Illustration übernahm. Daneben arbeitet Mele auch im Bereich der Bühnengestaltung bzw. Szenografie: für das Teatro Politeama Greco in Lecce (zehn Arbeiten, 2001), für das Théatre du Nord-Ouest in Paris (zwei Arbeiten 2007) oder für ein Projekt von Dario Fo und Franca Rame in Saint Martial in Avignon (La Callas Oubliee). 2016 fungierte Francesca Mele als künstlerische Direktorin des Kunstfestivals FocarArte in Novoli bei Lecce und stellte dort auch einige Arbeiten aus.
Die zahlreichen Gemälde, die seit dem Ende der 1990er Jahre in dichter Folge entstehen – meist in mittleren Formaten, um die 100 cm herum spielend –, können in vier Gruppen eingeteilt werden.
1. Mädchen- und Frauendarstellungen, meist halbfigurig, die nicht selten wie Selbstporträts der Künstlerin anmuten: beispielsweise das 2013 entstandene ‚Ophelia‘ / ‚Ofelia‘. Dabei ist der Körper oft nur teilweise bekleidet, das Gesicht veristisch ausgearbeitet und die Figur insgesamt von unscharfen, oft nur angedeuteten architektonischen Kontexten hinterfangen. Die Titel, welche Mele diesen Arbeiten gibt, enthalten oft verschlüsselte, nicht selten hermetische oder mythologische Anspielungen, die dunkle Assoziationsräume öffnen. Diese Deutungsaufforderungen knüpfen oft an geheimnisvolle Gebärden der dargestellten Gestalten an. Beispiel hierfür sind etwa ‚Um Licht zu machen, muss die Kerze sich verzehren‘ / ‚La Candela per far Luce deve consumarsi‘, 2020, oder ‚Renaissance (Einladung zur Stille)‘ / ‚Renaissance (Invito al silenzio)‘ In diesen Arbeiten spielen Motive aus der Musik (vor allem Streichinstrumente) eine wichtige Rolle als intermediale Deutungsangebote.
2. Flächig-ornamentale Natur- und Landschaftsdarstellungen, die gerade in jüngerer Zeit entstehen und besonders von der Mischtechnik profitieren, welche die Künstlerin eigentlich in allen ihren Gemälden anwendet. Sie gehen oft aus von Öl, das auf Reispapier und Jute oder Pappelholz aufgebracht wird und weisen reliefartige Strukturen auf; so das 2021 entstandene Gemälde ‚Poesie des provisorischen Wassers‘ / 'Poesia dell’Acqua Provvisoria'.
3. Die Architekturdarstellungen, die in den letzten Jahren entstehen und oft gänzlich ohne menschliche Staffage auskommen, sind gegenständlicher, wenngleich sie meist imaginäre, geheimnisvolle Szenerien bieten, nicht selten mit Wasser umgeben (etwa: ‚Flug des Engels‘ / ‚Il Volo Dell’Angelo‘, 2019 oder, auf Böcklin verweisend: ‚am Meer (3)‘ / ‚Sul Mare (3)‘). Einige dieser Arbeiten sind, sofern sie moderne, funktionalistische Architektur in ruinösem Zustand thematisieren, von einem unübersehbaren zeitkritischen Impetus geprägt (‚Was vom Mythos übrig geblieben ist (Sequenz op. 2)‘ / ‚Qel che resta del mito (sequenza op 2)‘).
4. Ein bedeutender Teil der Arbeiten von Francesca Mele sind dezidiert altmeisterlich gemalte Szenen, welche den Charakter intertextueller Malerei haben. Das betrifft nicht nur die Mädchen- und Frauendarstellungen, sondern auch Stillleben oder szenische Darstellungen, die an biblisch-religiöse oder mythologische Motive anknüpfen und Anleihen bei der Renaissancemalerei (Raffael) bis hin zum Symbolismus und zum Kubismus machen. Gerade diese Gemälde sind durch eine souveräne, ja virtuose Maltechnik gekennzeichnet.

## Zeugnisse
- Elmar Salmann OSB: „Die Bilder von Francesca Mele sind eher Spuren und Metaphern als Symbole, Chiffren einer Absenz als Repräsentanten einer Fülle, und doch be-deuten [sic!] sie etwas, treffen, hinterlassen, ein Merkmal.“[14]
- Christoph Hegge: „Aber die Kunstwerke von Francesca Mele provozieren, dass man sich auf sie einlässt, sich Zeit nimmt und ihnen nicht in einer Haltung des Konsums begegnet. Gerade in unserer Zeit wachsender Oberflächlichkeit und der Reizüberflutung laden die Bilder von Francesca Mele zum Verweilen, zur Betrachtung und zur Meditation ein.“[15]

## Ausstellungen (Auswahl)
- 2002/3 La Quinta Stagione, Castello dei Principi Gallone, Tricase (Apulien) – anschließend in der Artoteca Vallisa in Bari und im Musée de la Grand Loge de France, Paris.
- 2009 La Pietra del Paragone (Verweis auf Rossini), Palazzo del Governo di Pesaro
- 2012 Confini Sospesi, Museum Magma in Roccamonfina, Provinz Caserta/Italien – anschließend im Chateau du Cayrou in Puy-l’Eveque-Cahors, Frankreich
- 2019 Blickmagie und Geisteswehen, Villa Schöningen, Potsdam[17] – anschließend im Bildungshaus Gertrudenstift in Rheine-Bentlage[18][19]
- 2019 Musica del colore, Italienisches Generalkonsulat in Valona, Albanien
- 2021/22 Visionen und Verwandlungen, Katholische Akademie Franz-Hitze-Haus, Münster[18][20]
- 2021/22 L’ invisibile della natura, Bildungshaus Gertrudenstift in Rheine-Bentlage[21]